# Italia la Jocurile Olimpice de vară din 2012
Italia a participat la Jocurile Olimpice de vară din 2012 din Londra, Regatul Unit în perioada 27 iulie - 12 august 2012, cu o delegație de 285 de sportivi care a concurat la 22 de sporturi. S-a aflat pe locul 8 în clasamentul pe medalii.
| Medalii după sport | Medalii după sport | Medalii după sport | Medalii după sport | Medalii după sport |
| ------------------ | ------------------ | ------------------ | ------------------ | ------------------ |
| Sport              | Aur                | Argint             | Bronz              | Total              |
| Scrimă             | 3                  | 2                  | 2                  | 7                  |
| Tir                | 2                  | 3                  | 0                  | 5                  |
| Taekwondo          | 1                  | 0                  | 1                  | 2                  |
| Tir cu arcul       | 1                  | 0                  | 0                  | 1                  |
| Caiac-canoe        | 1                  | 0                  | 0                  | 1                  |
| Box                | 0                  | 2                  | 1                  | 3                  |
| Canotaj            | 0                  | 1                  | 0                  | 1                  |
| Polo pe apă        | 0                  | 1                  | 0                  | 1                  |
| Gimnastică         | 0                  | 0                  | 2                  | 2                  |
| Atletism           | 0                  | 0                  | 1                  | 1                  |
| Natație            | 0                  | 0                  | 1                  | 1                  |
| Ciclism            | 0                  | 0                  | 1                  | 1                  |
| Volei              | 0                  | 0                  | 1                  | 1                  |
| Judo               | 0                  | 0                  | 1                  | 1                  |
| Total              | 8                  | 9                  | 11                 | 28                 |